# جوشوا جي. هال
جوشوا جي. هال (بالإنجليزية: Joshua G. Hall)‏ هو محامي وسياسي أمريكي، ولد في 5 نوفمبر 1828 في الولايات المتحدة، وتوفي في 31 أكتوبر 1898 في دوفر في الولايات المتحدة. حزبياً، نشط في الحزب الجمهوري. وقد انتخب عضو مجلس ولاية نيوهامبشير وانتخب عضو مجلس النواب الأمريكي.